# Brikett

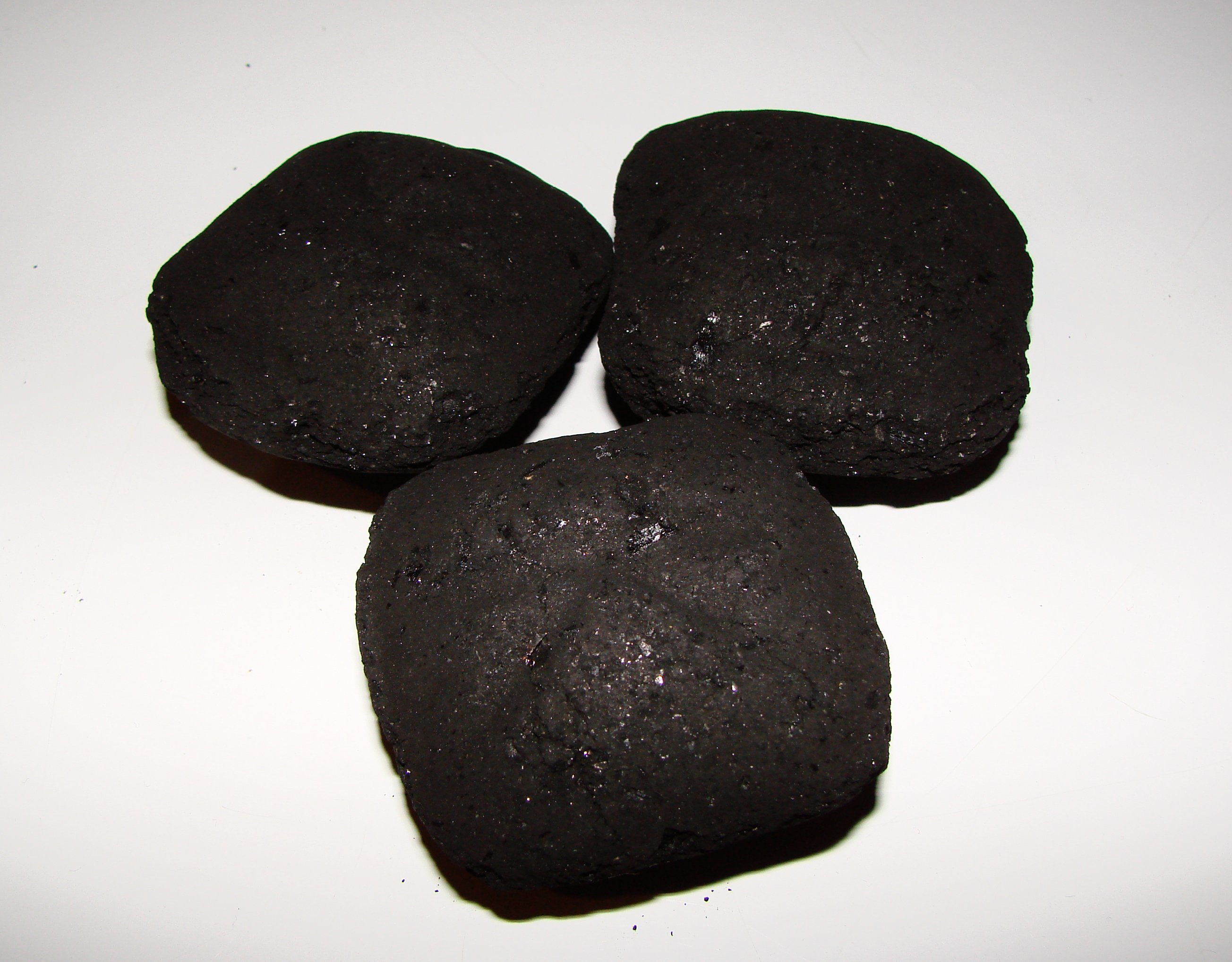
Préselt tüzelőanyag

A brikett a magyar nyelvben általában aprószénből préselt tüzelőanyagot jelent. Tágabb értelemben a brikett lehet nagy méretre préselt takarmány, élelmiszer vagy valamilyen nyersanyag.
Általában 50 mm-ig beszélünk brikettről, az ennél kisebbre préselt anyagokat pelletnek vagy granulátumnak nevezik. A kereskedelemben kapható biomassza brikett (pl. napraforgó-maghéj brikett) mérete kb, átmérő 6 cm x 40 cm.
A tüzelőanyagnak készült brikett alapanyaga barnaszén, fa, papír, szalma, kukoricaszár vagy valamilyen más biomassza.
A brikett nem ég hanem izzik. Magasabb fűtőértékű mint a tűzifa, mert alacsony a nedvességtartalma.
Környezetbarát és olcsó tüzelő. Háztartási célú tüzelése nincs automatizálva, leggyakrabban vegyes tüzelésű kazánban alkalmazzák, de ha a kazán használati utasítása engedi, faelgázosító kazánban is eltüzelhető. Fűtőértéke: 18 MJ/kg
A brikett szó francia eredetű: briquette kis téglát, téglácskát jelent.

## Gyártása

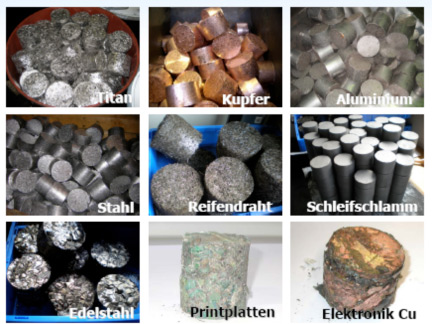
Különböző anyagokból készült brikettek

A brikett gyártása általában 4-5 fázisban történik:
- előkészítés
- áztatás
- zúzás
- préselés
- szárítás és/vagy
- méretre vágás.

A biomasszából készített brikett hamuja környezetbarát, magas káliumtartalmú, káliműtrágya helyett kiszórható. 
Kezdetben csak száraz sajtolás létezett. Előbb növényi, később ásványi kötőanyagokat használtak.
Magyarországi időjárási körülmények között 100 m²-es családi ház téli fűtése megközelítőleg 5000 kg brikett elégetésével
megoldható. A fa-brikett, ill. biomassza brikett fűtőértéke magasabb mint a tüzifáé, kisebb begyújtási mennyiséggel, és több égéslevegővel használható. Tárolásához száraz, zárt tárolót igényel.

## Brikettfajták
Akár csak a pelletnél, vagy az aprítéknál, itt is fontos a környezetvédelmileg megfelelő alapanyag. Kedvezőbb a fenntartható erdőgazdálkodásból kikerült fa, valamint a faipari hulladék, élelmiszeripari (napraforgó maghéj) és mezőgazdasági hulladék. 
A kereskedelemben kapható fajták az alapanyag szerint különfélék:
- Napraforgóhéj-brikett: fűtőértéke meghaladja a 20 MJ/kg-ot. Azonos mennyisége lényegesen hosszabb ideig ég, mint a tűzifa. A tűztérbe a megszokott mennyiség 1/3-át célszerű betölteni. Felül kell meggyújtani,és felső levegőbeadással kell eleinte növelni a huzatot. Hamutartalma 2-3%, nedvességtartalma 3-4% (a tűzifáé kb. 5-10-szeres).
- Fabrikett (faforgács, apríték, erdei melléktermék): kötőanyagot nem tartalmaz, fűtőérték 17–19 MJ/kg, hamutartalom 0,7-1,5%, sűrűsége 1000–1400kg/m3, tűzifánál kb.50%-kal nagyobb fűtőértékű.
- Szalmabrikett: sűrűsége 900-1100 kg/m³, nedvességtartalma 7-10%, fűtőérték 14,5 MJ/kg, hamutartalom 5-7%. Égés során térfogata kb. 2-szeresre duzzad, a megszokott mennyiség 1/3-át célszerű a tűztérbe tenni. Lágyszárú növényekből készül.